# Ordre du Mérite militaire (Espagne)
Voir aussi : Ordre du Mérite civil (Espagne), Ordre du mérite naval et Ordre du Mérite
L'ordre du Mérite militaire (en espagnol : Orden del Mérito Militar, officiellement depuis 1995, Cruces del Mérito Militar, soit croix du Mérite militaire) est fondé le 3 août 1864 par la reine Isabelle II pour récompenser les services militaires rendus par les généraux et chefs des différentes armes et services de l'armée de terre espagnole.

## Structure
Il comporte deux classes (croix et grand-croix) et peut s'attribuer plusieurs fois. Ruban rouge avec une raie blanche centrale et croix émaillée rouge pour faits de guerre (connue sous le nom de Rioja Cruz) et ruban blanc, rouge, blanc avec croix émaillée blanche pour les autres services.
L'Ordre comporte quatre divisions :
| Division | Caractéristiques | Croix | Grand-croix |
| -------- | --- | ----- | ----------- |
| Blanche  | Récompense les mérites et services rendus en dehors d'une zone de conflit armé                                                |       |             |
| Bleue    | Récompense les mérites et services rendus à l'occasion de missions internationales, notamment au profit de l'ONU ou de l'OTAN |       |             |
| Jaune    | Récompense les mérites et services rendus ayant entraîné des blessures graves                                                 |       |             |
| Rouge    | Récompense les mérites et services rendus dans une zone de conflit armé                                                       |       |             |

| Grand-croix de la division rouge | Grand-croix de la division bleue | Grand-croix de la division jaune | Grand-croix de la division blanche |
| Croix de la division rouge       | Croix de la division bleue       | Croix de la division jaune       | Croix de la division blanche       |

## Récipiendaires célèbres
- Willy Rohr, militaire allemand.
- Friedrich von Bernhardi, théoricien militaire allemand.
- Sir Winston Churchill, homme politique britannique.
- Kim Philby, agent double britannique.
- Peter Kemp, agent britannique du Special Operations Executive puis du MI6 et écrivain.
- María Rosa Urraca Pastor, femme politique espagnole.
- Philippe Pétain, militaire et politique français.